# Violist
Violist je glasbenik, izvajalec na godalni instrument, imenovan viola.